# Gallinula silvestris
La gallinella di San Cristóbal (Gallinula silvestris, sin.  Pareudiastes silvestris  (Mayr, 1933)) è un uccello appartenente alla famiglia dei Rallidi.

## Distribuzione e habitat
La specie è endemica delle Isole Salomone (Samoa). I suoi habitat naturali sono foreste di pianura umida subtropicale o tropicale e foreste montane umide subtropicali o tropicali. È minacciata dalla perdita di habitat.